# 1. Division 1903/1904
Devátý ročník 1. Division (1. belgické fotbalové ligy) se konal od 2. října 1903 do 17. dubna 1904.
Sezonu vyhrál poprvé v klubové historii Royale Union Saint-Gilloise. Nejlepším střelcem se stal opět hráč Royale Union Saint-Gilloise Gustave Vanderstappen (30 branek). Soutěže se zúčastnilo nově již 12 klubů ve dvou skupinách. První dva z každé skupiny postoupili do finálové skupiny, ve které Royale Union Saint-Gilloise vyhrál všechna utkání a získal titul.